# 莫干山94号
莫干山94号，原名憩林，位於浙江省湖州市德清縣莫干山景區境內。
憩林建于1932年，业主为陈鲁斋，是当时山上非常优秀的一幢建筑。
2006年5月，莫干山94号作为莫干山別墅群的一部分，被國務院列為第六批全國重點文物保護單位。
莫干山94号别墅现为浙江省烟草公司所有，辟为酒店对外营业。

## 外部連結
- 莫干山